# Comté de Västernorrland
Le comté de Västernorrland (Västernorrlands län en suédois, Wester-norrland en allemand, Norrland occidental en français) est un comté suédois situé au nord du pays, et dont le nom signifie « Norrland de l’ouest » en français. Avec les comtés de Jämtland, Västerbotten et Norrbotten, il constitue la grande région du Norrland. Le chef-lieu de ce land ou préfecture est à l'origine Härnösand.
Il est voisin des comtés de Gävleborg, Jämtland, Västerbotten, et borde le golfe de Botnie.

## Provinces historiques
Le territoire du comté de Västernorrland correspond approximativement aux anciennes limites des provinces historiques d’Ångermanland et Medelpad.
Pour l’histoire, la géographie et la culture, voir Ångermanland et Medelpad. 

## Administration
Les principales missions du conseil d’administration du comté (Länsstyrelse), dirigé par le préfet du comté, sont de satisfaire aux grandes orientations fournies par le Riksdag et le gouvernement, de promouvoir le développement du comté et de fixer des objectifs régionaux.

## Communes
Le comté de Västernorrland est subdivisé en 7 communes (Kommuner) au niveau local :
- Ånge
- Härnösand
- Kramfors
- Örnsköldsvik
- Sollefteå
- Sundsvall
- Timrå

## Héraldique
Le blason du comté de Västernorrland est une combinaison des blasons des anciennes provinces historiques de Ångermanland et Medelpad. Lorsqu’il est représenté avec une couronne royale, le blason symbolise le conseil d’administration du comté.